# 馬沙爾電台

马沙尔电台的标志

马沙尔电台（普什圖語：‎）是一家接受美国政府资助、专门针对巴基斯坦及阿富汗交界地区广播的电台，为自由欧洲电台/自由电台（RFE/RL）的分台。该台总部位于捷克布拉格和巴基斯坦伊斯兰堡，以普什图语广播。